# Alimentos saludables
Alimento saludable es un término de marketing para sugerir efectos para la salud humana más allá de una y equilibrada saludable normal requerida para la nutrición humana. Los alimentos comercializados como alimentos saludables pueden formar parte de una o más categorías, como alimentos naturales, alimentos orgánicos, alimentos integrales, alimentos vegetarianos o suplementos dietéticos. Estos productos pueden venderse en tiendas naturistas o en las secciones de alimentos naturales u orgánicos de las tiendas de comestibles. Si bien no existe una definición precisa de "alimentos saludables", la Administración de Alimentos y Medicamentos de los Estados Unidos monitorea y advierte a los fabricantes de alimentos que no etiqueten los alimentos como que tienen efectos específicos para la salud cuando no existe evidencia que respalde tales declaraciones.

## Declaración médica
En los Estados Unidos, las declaraciones de propiedades saludables en las etiquetas de información nutricional están reguladas por la Administración de Drogas y Alimentos de los Estados Unidos (FDA), mientras que la publicidad está regulada por la Comisión Federal de Comercio. Varios otros países proporcionan regulaciones sobre el etiquetado de alimentos para abordar la calidad de los posibles alimentos saludables, como Canadá y la Autoridad Europea de Seguridad Alimentaria.
 

Según la FDA:
Las declaraciones de propiedades saludables describen una relación entre un alimento, un componente alimentario o un ingrediente de un suplemento dietético y la reducción del riesgo de una enfermedad o afección relacionada con la salud.
En general, los reclamos de beneficios para la salud de alimentos específicos no están respaldados por evidencia científica y no son evaluados por las agencias reguladoras nacionales. Además, la investigación financiada por fabricantes o comercializadores ha sido criticada por tener resultados más favorables que los de investigaciones financiadas de forma independiente.
Si bien no existe una definición precisa de "alimento saludable", la FDA monitorea y advierte a los fabricantes de alimentos que no etiqueten los alimentos como que tienen efectos específicos para la salud cuando no existe evidencia que respalde tales declaraciones, como la de un fabricante en 2018.

## Comida terapéutica
En condiciones de desnutrición, los alimentos terapéuticos listos para usar se han utilizado con éxito para mejorar la salud de los niños desnutridos.